# Orlando Sá
Orlando Carlos Braga de Sá (Barcelos, 26 de Maio de 1988) é um ex-futebolista português que jogava na posição de atacante.

## Títulos
FC Porto
- Taça de Portugal (1): 2009–10

Legia Warszawa
- Campeonato Polonês (1): 2013–14
- Copa da Polônia (1): 2014–15

## Carreira

### Futebolista
Esteve ao serviço do Braga desde 2007. Na época 2007/2008 esteve emprestado ao Sport Clube Maria da Fonte,  que estava na II Divisão. Após o período de empréstimo voltou ao Braga.
Após ter jogado nas camadas mais jovens da selecção portuguesa, a 18 de Novembro de 2008 ao segundo jogo pela selecção sub-21, num jogo de carácter particular, contra a selecção espanhola sub-21, fez um "hat-trick".
Na fase final da época 2008/2009 o então treinador do Sporting de Braga, Jorge Jesus, confirmou que Orlando Sá na época seguinte iria representar o Porto.

### SC Braga
Sá nasceu em Barcelos, Distrito de Braga. Ele começou sua carreira nas categorias de base do S.C. Braga, e foi promovido ao time titular na temporada 2007-08.
Foi o capitão da equipa de juniores do Braga, tendo sido vice-campeão, sendo Sá o melhor marcador (26 golos) e considerado por treinadores e jogadores o melhor jogador da competição.
Sá foi um dos jogadores mais talentosos da sua geração e tenho mais de 50 internacionalizações pelo seu país, desde menores de 18 anos à principal equipa de Portugal. (2006-2007)
Sá estreia-se na Primeira Liga a 5 de Janeiro de 2009.
Ele marcou seu primeiro gol na competição no dia 8 de março.
Durante os 4 meses seguintes, Sá marcou 6 gols e 5 assistências na Primeira liga e durante este ano marcou 8 gols em 8 jogos pelo Nacional Sub 21.
Durante a sua passagem pelo Braga, Sá chamou a atenção dos clubes ingleses Chelsea, Valencia, Dortmund, Porto, ...

### FC Porto
A 1 de Junho de 2009, Sá transferiu-se para o FC Porto (Liga dos Campeões) por um valor estimado de 5 milhões de euros.
Braga reteve 20% dos direitos econômicos sobre qualquer taxa de transferência futura, com um adicional de 20% sendo detido por pessoas desconhecidas. Tendo chegado ainda lesionado do clube anterior, ele só fez sua estreia competitiva em 2 de janeiro de 2010, começando com uma vitória por 2-0 em jogo completo, jogando na frente com Ramal Falcão e Hulk.
Sá passou 2010-11 emprestado ao C.D.Nacional aparecendo com moderação devido a lesões e decisões técnicas. Seu destaque foi marcar o vencedor na vitória por 2 a 1 em casa sobre o S.L. O Benfica a 21 de agosto de 2010 e terminou a temporada com 8 golos oficiais no campeonato, 2 na taça e 6 assistências.
Mais dois para a Seleção Portuguesa, sub 23.

### Fulham FC
No final da janela de transferências de 2011, Sá ingressou no Fulham FC, clube da Premier League. Ele fez sua estreia oficial pela sua nova equipe na Copa da Liga de Futebol contra o Chelsea em Stamford Bridge em 21 de setembro com 0-0 e apareceu pela primeira vez na Premier League contra West Bromwich Albion três dias depois, jogando os 90 minutos em um empate fora de casa por 0-0.
Sá marcou seu primeiro gol pelo Fulham em 31 de dezembro de 2011, colocando os visitantes à frente no sétimo minuto do empate contra o Norwich City, em um empate 1–1 eventual nomeado no MVP naquele jogo.
No início da temporada, ele lutou com o ritmo do jogo inglês, mas passou a se adaptar fisicamente após alguns meses no país, afirmando também que estava melhorando suas habilidades na língua inglesa.
Depois de problemas familiares sá acabou deixando o clube e ficando mais de 3 meses dedicado à família ... antes de assinar pelo campeão cipriota, o AEL Limassol.

### AEL Limassol
Em 30 de julho de 2012, a Sá assinou um contrato de três anos com a AEL Limassol.
Ele marcou seu primeiro gol nas competições europeias em 6 de dezembro, ajudando na vitória por 3-0 em casa sobre o Olympique de Marseille, para a fase de grupos da UEFA Europa League.
Durante a passagem pelo Chipre, Sá conquistou o campeonato, foi o maior goleador e em 2013 foi eleito pelos treinadores e capitães da liga como o melhor jogador do campeonato.
O Legia pagou a cláusula rescisória de 1,2 milhões de euros. Ter a AEL Limassol através do seu presidente (Andreas Sofocleus) que fez de tudo para impedir a sua saída, explicando publicamente que ofereceu o melhor contrato de sempre do país ao Sá ... mas o jogador já tinha acenado para o Warsaw Legia e não voltou atrás em sua palavra.

### Legia Warszawa
Durante o período de Sá na Polônia foi marcado por gols e títulos. Sá ganhou todos os títulos, incluindo dois campeonatos.
Foram dois dos melhores anos da história do clube para chegar à Liga dos Campeões.
Sá foi em 2015 o maior goleador e mais uma vez, foi eleito o melhor jogador do campeonato.
Jogador do ano do clube em dois anos consecutivos.
Depois de graves desentendimentos com o seu treinador Henning Berg, Sá pediu publicamente para ser vendido ... acabou por se mudar para o Reading, clube nos arredores de Londres onde o jogador mantém a sua casa e é um dos pontos a seu favor. mudança...
A venda de Sá criou um período muito polêmico no clube entre a torcida e a gestão, mesmo sendo obrigada a demitir o técnico algum tempo depois ...

### Reading FC
Em 29 de junho de 2015, Sá assinou contrato com a Reading por três anos, taxa de transferência de cerca de 2,5 milhões.
Ele fez sua estreia pelo clube no dia 8 de agosto na abertura da temporada fora de casa para o Birmingham City, jogando 90m.
Sá marcou seu primeiro gol em 29 de agosto, indo para casa em uma vitória por 3-1 fora contra o Brentford.
Na partida seguinte, ele fez um hat-trick na vitória por 5 a 1 sobre o Ipswich Town no Madejski Stadium.
Sá jogou com a mítica camisola 10 do clube, tendo sido eleito um dos capitães pelos seus colegas, como já tinha acontecido no Chipre e na Polónia.
Ele totalizou 7 gols em 21 partidas em todas as competições, com sua presença eventualmente limitada pelo novo técnico Brian McDermott.

### Royal Standard Liége
Em 31 de agosto, entretanto, ele ingressou no Standard Liège por quatro temporadas.
Ele marcou 17 gols como melhor da carreira - 20 em todas as competições.
jogador oh o ano em 2017 e 2018.
Melhor atacante do campeonato em 2017 eleito por jogadores e treinadores.
Em 28 de fevereiro de 2018, Sá foi transferido para Henan Jianye F.C. na Superliga chinesa na transferência de 8 milhões.
Dentro de 7 meses, no entanto, ele assinou com a Standard novamente.

### Màlaga FC
Málaga foi o seu último desafio, provavelmente o mais difícil a nível pessoal após um longo período de lesão no tendão de Aquiles. O clube alcançou seus objetivos (mais de 50 pontos) e Sá foi mais uma vez eleito pelos companheiros, capitão do time apesar de ser seu primeiro ano no clube.

### 26.05.2021
Sá encerrou a carreira no futebol para se dedicar à gestão e intermediação de jogadores profissionais.

### Curiosidades
O jogador ganhou títulos em 4 países diferentes e foi o melhor marcador e nomeado o melhor jogador em 3 países diferentes.

Facilidade de adaptação.

Talento, caráter e poder finalizador reconhecidos inúmeras vezes publicamente por seus oponentes.

Considerado por 3 de seus ex-treinadores como um dos jogadores mais talentosos que já treinou.
Sá fala fluentemente 4 idiomas diferentes, português, espanhol, inglês, francês.

Durante a sua passagem por Braga foi distinguido com prémio de mérito por ser um dos melhores alunos e ao mesmo tempo jogador profissional.

Nos últimos dois anos, Sá completou a formação do UEFA B, que sabe antever o seu futuro como treinador.

No verão de 2021, Sá obteve sua licença de agente da FIFA e agora é o líder da empresa First Football Management.

Mais de 100 gols oficiais de 5 países diferentes ...

## Estatísticas
1Inclui a Supertaça Cândido de Oliveira